# Хенеджін
Хенеджін (перс. خنجين) — село в Ірані, у дегестані Хенеджін, в Центральному бахші, шахрестані Коміджан остану Марказі. За даними перепису 2006 року, його населення становило 2909 осіб, що проживали у складі 741 сім'ї.

## Клімат
Середня річна температура становить 11,61°C, середня максимальна – 31,48°C, а середня мінімальна – -11,39°C. Середня річна кількість опадів – 269 мм.
| Клімат поселення                              | Клімат поселення | Клімат поселення | Клімат поселення | Клімат поселення | Клімат поселення | Клімат поселення | Клімат поселення | Клімат поселення | Клімат поселення | Клімат поселення | Клімат поселення | Клімат поселення | Клімат поселення |
| Показник                                      | Січ.             | Лют.             | Бер.             | Квіт.            | Трав.            | Черв.            | Лип.             | Серп.            | Вер.             | Жовт.            | Лист.            | Груд.            |                  |
| Середній максимум, °C                         | 5,99             | 8,26             | 13,16            | 19,02            | 23,70            | 30,03            | 31,48            | 30,48            | 25,93            | 20,02            | 12,91            | 7,27             |                  |
| Середня температура, °C                       | −2,71            | −0,44            | 4,48             | 10,32            | 15,02            | 21,34            | 25,36            | 24,35            | 19,80            | 13,90            | 6,80             | 1,14             |                  |
| Середній мінімум, °C                          | −11,39           | −9,12            | −4,22            | 1,64             | 6,34             | 12,66            | 19,23            | 18,22            | 13,68            | 7,78             | 0,67             | −4,98            |                  |
| Норма опадів, мм                              | 38               | 36               | 48               | 38               | 33               | 5                | 1                | 1                | 0                | 10               | 23               | 36               |                  |
| Середньомісячна швидкість вітру, м/с          | 1.88             | 2.35             | 3.16             | 3.26             | 2.68             | 2.50             | 2.50             | 2.41             | 2.19             | 2.18             | 1.79             | 1.85             |                  |
| Середньомісячна сонячна радіація, кДж/м²·день | 8672             | 11775            | 14469            | 17992            | 22104            | 26700            | 25973            | 23940            | 20648            | 15111            | 10735            | 8618             |                  |
| --------------------------------------------- | ---------------- | ---------------- | ---------------- | ---------------- | ---------------- | ---------------- | ---------------- | ---------------- | ---------------- | ---------------- | ---------------- | ---------------- | ---------------- |
| Джерело:                                      |                  |                  |                  |                  |                  |                  |                  |                  |                  |                  |                  |                  |                  |